# Péronne-en-Mélantois
 Péronne-en-Mélantois  es una población y comuna francesa, en la región de Norte-Paso de Calais, departamento de Norte, en el distrito de Lille y cantón de Cysoing.

## Demografía
| 492 | 456 | 529 | 567 | 681 | 774 |
| Para los censos de 1962 a 1999 la población legal corresponde a la población sin duplicidades (Fuente: INSEE [Consultar]) |     |     |     |     |     |